# Johanna Boyé
Johanna Boyé est une actrice et metteuse en scène française.

## Biographie

### Débuts
Johanna Boyé se destine d’abord à être actrice, et elle se forme d’abord auprès de Véronique Nordey, puis elle intègre l’école Les Ateliers du Sudden, dirigée par Raymond Acquaviva. À l’issue de cette formation, elle intègre la Troupe du Sudden et interprète des œuvres issues du répertoire classique : Géronte dans Les Fourberies de Scapin, Hélena dans Le songe d’une nuit d’été et Armande dans Les Femmes savantes. Elle travaille ensuite pour de nombreuses compagnies et tourne dans divers théâtres : Ruy Blas, Le Théâtre Ambulant Chopalovitch, Alice au Pays des Merveilles, Un bout d'amour, Il était une fois et après, Le café des jours heureux. En 2004, elle crée, la compagnie Les Sans Chapiteau Fixe, une structure indépendante qui construit les spectacles autour de ses mises en scène. Elle y présente ainsi Le Café des jours heureux et Le Diable en Partage de Fabrice Melquiot au théâtre de Vanves.
En 2013, elle présente le concours Prix Théâtre 13 : elle y obtient deux prix (Prix du jury et Prix du public) avec la pièce Le Cas de la famille Coleman de C. Tolcachir. La pièce rencontre un beau succès et obtient de plus le Prix d’interprétation du festival d'Anjou, ainsi que le Coup de cœur de la presse du Festival Off d'Avignon. Johanna Boyé commence alors une collaboration avec Thibaud et Fleur Houdinière, producteurs d’Atelier Théâtre Actuel.
À côté de cela, elle répond à des commandes de mises en scène pour d’autres structures : Le Mirage des Forains pour l'Académie Fratellini, Le Couronnement de Poppée pour le théâtre de Bordeaux, et Traviata pour le théâtre des Variétés.

### Depuis 2016: la consécration
En 2016, elle adapte et met en scène La Dame de chez Maxim de Georges Feydeau : le spectacle, créé au Festival Off d'Avignon, est repris au Théâtre 13, puis au théâtre Rive gauche. Aux Molières 2018 il obtient trois nominations : Meilleur spectacle musical, Révélation féminine, Meilleure actrice dans un second rôle.
En 2018, au théâtre Tristan-Bernard, Johanna Boyé met en scène C’était quand la dernière fois ? d’Emmanuel Robert-Espalieu, avec Virginie Hocq et Zinedine Soualem. Puis, c’est Est-ce que j’ai une gueule d’Arletty ? d’Éric Bu et Élodie Menant, joué au Festival Off d’Avignon 2018. Ce spectacle remportera deux Molières lors des Molières 2020 (Meilleur spectacle musical, Révélation féminine).
En 2019, Johanna Boyé met en scène Les Filles aux mains jaunes de Michel Bellier, pièce évoquant la naissance du droit des femmes pendant la Première Guerre mondiale, reprise au théâtre Rive gauche en septembre 2022. Elle entame une nouvelle collaboration avec l’autrice et comédienne Élodie Menant sur le spectacle Je ne cours pas je vole, qui est créé à Avignon en 2020, et nommé aux Molières 2023 (Mise en scène dans un spectacle de théâtre public, Révélation féminine).
En 2020, Johanna Boyé met en scène le spectacle de Virginie Hocq Virginie Hocq ou presque, qui est joué à Bruxelles, puis au théâtre Tristan-Bernard. Puis c’est la pièce d’Éric-Emmanuel Schmitt, Le Visiteur, au théâtre Rive gauche.
En 2022, elle adapte à la scène le roman L’Invention de nos vies, de Karine Tuil. Le spectacle est joué au festival d’Avignon 2022, puis au théâtre Rive gauche dès septembre 2022. Johanna Boyé adapte également pour la Comédie-Française un conte d’Andersen avec La reine des neiges, l’histoire oubliée, joué au théâtre du Vieux-Colombier, à partir de novembre 2022.
Aux Molières 2023, trois spectacles mis en scène par Johanna Boyé obtiennent une nomination : Les Filles aux mains jaunes, Je ne cours pas je vole, et La reine des neiges, l’histoire oubliée . Pour ce dernier spectacle, elle obtient le Molière du Jeune Public .

## Théâtre

### Comédienne
- 2006 : Le Café des jours heureux de et mise en scène Johanna Boyé, Théâtre 13
- 2010 : Le Bourgeois gentilhomme de Molière, mise en scène Daniel Leduc, Théâtre de la Porte Saint-Martin
- 2017 : La Dame de chez Maxim de Georges Feydeau, Théâtre 13, tournée

### Mise en scène
- 2006 : Le Café des jours heureux de Johanna Boyé, Théâtre 13
- 2008 : Le Diable en partage de Fabrice Melquiot, Théâtre de Vanves
- 2013 : Le Cas de la famille Coleman de Claudio Tolcachir, Théâtre 13, Festival Off d'Avignon
- 2014 : Frous-Frous, Cabaret de bonnes femmes fatales d'après Georges Courteline, Molière et Jean Tardieu, Festival Off d'Avignon, tourne
- 2017 : La Dame de chez Maxim de Georges Feydeau, Théâtre 13, tournée
- 2018 : C'était quand la dernière fois ? d’Emmanuel Robert-Espalieu, Théâtre Tristan Bernard, tournée
- 2018 : Est-ce que j'ai une gueule d'Arletty ? d’Éric Bu et d’Élodie Menant, Festival Off Avignon, tournée
- 2019 : Les Filles aux mains jaunes de Michel Bellier, Festival Off Avignon, Théâtre Rive Gauche, tournée
- 2020 : Le Visiteur d’Éric-Emmanuel Schmitt, Festival Off Avignon, Théâtre Rive Gauche, tournée
- 2020 : Virginie Hocq ou presque de Virginie Hocq, tournée
- 2021 : Je ne cours pas, je vole! d’Élodie Menant, Festival d'Avignon Off, tournée
- 2021 : L'Invention de nos vies d'après Karine Tuil, adaptation Leslie Menahem et Johanna Boyé, Festival Off Avignon, Théâtre Rive Gauche, tournée[6]
- 2022 : La Reine des neiges d'après Hans Christian Andersen, adaptation Johanna Boyé et Élisabeth Ventura, Comédie-Française
- 2023 : Bunker de Christian Siméon, théâtre Tristan Bernard[7]

### Auteure
- 2006 : Le Café des jours heureux, mise en scène Johanna Boyé, Théâtre 13

## Distinctions

### Récompenses
- 2013 : Le cas de la famille Coleman: prix du jury et prix du public pour  (Prix /theatre 13)
- Molières 2023 : Molière du jeune public pour La Reine des neiges, l'histoire oubliée

### Nominations
- Molières 2018 : Molière du spectacle musical pour La Dame de chez Maxim
- Molières 2020 : Molière du spectacle musical pour Est-ce que j’ai une gueule d’Arletty ?
- Molières 2023 : Molière du théâtre public et Molière du metteur en scène d'un spectacle de théâtre public pour Je ne cours pas je vole